# Hugh Sutherland
Hugh Sutherland, född 2 februari 1907 i Winnipeg, död 9 september 1990 i Winnipeg, var en kanadensisk ishockeyspelare.
Sutherland blev olympisk guldmedaljör i ishockey vid vinterspelen 1932 i Lake Placid.